# Aeroporto de Diamantina
O Aeroporto Juscelino Kubitschek, conhecido como Aeroporto de Diamantina, (IATA: DTI, ICAO: SNDT) é um aeroporto brasileiro que serve o município de Diamantina, no estado de Minas Gerais. Com uma altitude de 1.355 m, o Aeroporto de Diamantina é um dos aeroportos mais altos do Brasil, sendo superado apenas pelo Aeroporto de Monte Verde, localizado em Camanducaia (MG), e pelo Aeroporto de São Joaquim, localizado em São Joaquim (SC)..  Anteriormente, a única companhia aérea que operava no Aeroporto de Diamantina era a TRIP Linhas Aéreas. Tal cia. foi comprada pela Azul Linhas Aéreas e pouco tempo depois parou de operar. O programa Voe Minas Gerais passou a oferecer voos regulares entre Diamantina e Belo Horizonte de 2016 a 2019, no entanto, com o encerramento do programa devido à ajustes orçamentários, a rota foi descontinuada. Atualmente, o aeroporto não recebe voos comerciais regulares. O acesso até o aeroporto se dá pela rodovia BR-367, estando este localizado a apenas 7 km do centro de Diamantina. 